# NGC 3296
NGC 3296 este o galaxie eliptică situată în constelația Hidra. A fost descoperită în 26 februarie 1886 de către Francis Leavenworth. Se află la o distanță de 98,17 de megaparseci de Pământ.